# 莫拉 (伊泽尔省)
莫拉（法語：Moras）是法国伊泽尔省的一个市镇，属于拉图迪潘区（La Tour-du-Pin）克雷米厄县（Crémieu）。该市镇总面积8.32平方公里，2009年时的人口为468人。

## 人口
莫拉人口变化图示